# Phare d'Asenvågøy
Le phare d'Asenvågøy (en norvégien : Asenvågøy fyr) est un phare côtier de la commune de Bjugn (Fosen), dans le comté et la région de Trøndelag (Norvège). Il est géré par l'administration côtière norvégienne (en norvégien : Kystverket).

## Histoire
Le phare, mis en service en 1921, est situé sur une petite île, en mer de Norvège, dans l'entrée du Lauvøyfjorden qui se trouve à environ 6 km au nord-ouest du village Lysøysundet. Il a été automatisé en 1975.

## Description
Le phare  est une tour carrée en bois, attachée à une maison de gardien, de 14 mètres de haut, avec une galerie et lanterne. La maison est peinte en blanc et le dôme de la lanterne est rouge. Son feu à occultations émet, à une hauteur focale de 30 mètres, un éclat blanc, rouge et vert selon différents secteurs toutes les 6 secondes. Sa portée nominale est de 12.8 milles nautiques (environ 24 km) pour le feu blanc, 10.2 pour le feu rouge et 9.7 pour le feu vert.
Identifiant : ARLHS : NOR-190 ; NF-4786 - Amirauté : L1608 - NGA : 8304 .
|                      |
| Le phare (1890-1900) |

|          |
| Le phare |

### Lien connexe
- Liste des phares de Norvège